# Ödensee
Ödensee är en sjö i Österrike.   Den ligger i förbundslandet Steiermark, i den centrala delen av landet, 200 km väster om huvudstaden Wien. Ödensee ligger 779 meter över havet och har ett maxdjup på 19 meter. Arean är 0,20 kvadratkilometer. Den sträcker sig 0,6 kilometer i nord-sydlig riktning, och 0,6 kilometer i öst-västlig riktning.
I omgivningarna runt Ödensee växer i huvudsak blandskog. Runt Ödensee är det ganska glesbefolkat, med 25 invånare per kvadratkilometer.